# Diócesis de Lanusei
La diócesis de Lanusei (en latín: Dioecesis Oleastrensis y en italiano: Diocesi di Lanusei) es una circunscripción eclesiástica de la Iglesia católica en Italia. Se trata de una diócesis latina, sufragánea de la arquidiócesis de Cagliari. Desde el 9 de abril de 2020 su obispo es Antonio Mura.

## Territorio y organización

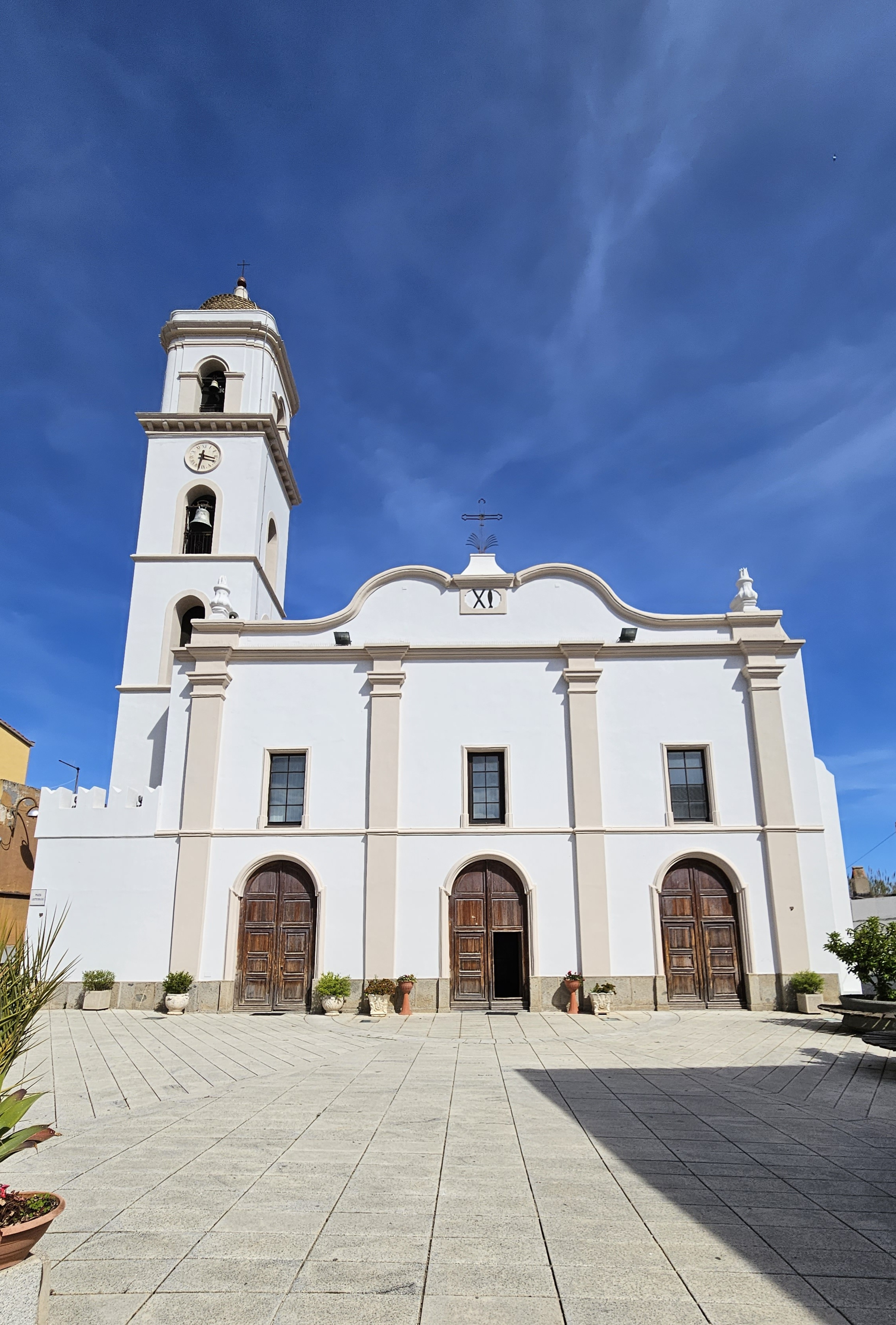
Excatedral de San Andrés Apóstol, en Tortolì

La diócesis tiene 2549 km² y extiende su jurisdicción sobre los fieles católicos de rito latino residentes en parte de la región de Cerdeña, comprendiendo: 
- en la provincia de Nuoro las 22 comunas de: Lanusei, Arzana, Bari Sardo, Baunei, Cardedu, Elini, Gairo, Girasole, Ilbono, Jerzu, Loceri, Lotzorai, Osini, Perdasdefogu, Talana, Tertenia, Tortolì, Triei, Ulassai, Urzulei, Ussassai, Villagrande Strisaili;
- en la provincia de Cerdeña del Sur las 6 comunas de: Escalaplano, Esterzili, Sadali, Seui, Seulo y Villaputzu.

La sede de la diócesis se encuentra en la ciudad de Lanusei, en donde se halla la Catedral de Santa María Magdalena. En Tortolì se encuentra la excatedral de San Andrés Apóstol, que fue la catedral de la diócesis hasta 1927.
En 2021 en la diócesis existían 34 parroquias agrupadas en 4 vicariatos foráneos: Lanusei, Jerzu, Seui y Tortolì.

## Historia
Las primeras noticias sobre esta diócesis se remontan al siglo XI, y están vinculadas a la figura de san Jorge de Suelli, el cual, según la tradición, fue el primer obispo de la diócesis, cuya sede se encontraba en la ciudad de Suelli, en donde también según la tradición fue enterrado.
En fecha desconocida la sede se trasladó a Barbagia, la cual en 1420, fue unida a la arquidiócesis de Cagliari, por el papa Martín V.
En 1420 el papa Martín V sancionó la unión de la diócesis de Barbagia (Barbaria) con la arquidiócesis de Cagliari.
Para la primera iniciativa de restablecer esta diócesis, separándosela de la arquidiócesis de Cagliari, hay que esperar hasta 1777. Así lo explicita el dictamen del Supremo Consejo de Turín sobre el "Plan elaborado por la comisión de Cagliari " del 28 de diciembre de 1797.
El 8 de noviembre fue publicada la bula Apostolatus Officium, del papa León XII, por medio de la cual Ogliastra se convirtió en diócesis, con sede en la ciudad de Tortolì, tomando los territorios de la antigua diócesis de Barbaria.
Posteriormente, también a raíz de la súplica del 29 de enero de 1824 del rey Carlos Félix de Cerdeña, el 4 de agosto de 1824 se publicó el decreto consistorial Summa Gratia, que establecía los puntos constitutivos esenciales de la nueva diócesis de Ogliastra.
Con un decreto del 22 de mayo de 1825 Nicolò Navoni, arzobispo de Cagliari, inició la vida de la nueva diócesis.
A lo largo del siglo XIX la diócesis de Ogliastra conoció una marcada discontinuidad en la sucesión episcopal, caracterizada por largos períodos de sede vacante.
El papa Pío XI, mediante bula Supremi pastoralis del 5 de junio de 1927, decretó el traslado de la sede y la cátedra ogliastrina, junto el cabildo de la catedral, con los beneficios menores y con el seminario de Tortolì a la ciudad de Lanusei. El 4 de diciembre el obispo Giuseppe Miglior con su llegada a la diócesis cumplió la transferencia.
El 30 de septiembre de 1986, en el marco de una de las más grandes reorganizaciones de las diócesis italianas, mediante el decreto Cum procedere de la Congregación para los Obispos, la diócesis asumió el nombre actual, aun manteniendo la denominación latina de Dioecesis Oleastrensis.
Desde el 9 de abril de 2020 está unida in persona episcopi a la diócesis de Nuoro.

## Estadísticas
Según el Anuario Pontificio 2022 la diócesis tenía a fines de 2021 un total de 67 072 fieles bautizados.
| Año                                                                             | Población            | Población | Población      | Sacerdotes | Sacerdotes    | Sacerdotes    | Bautizados por sacerdote | Diáconos permanentes | Religiosos | Religiosos | Parroquias |
| Año                                                                             | Bautizados católicos | Total     | % de católicos | Total      | Clero secular | Clero regular | Bautizados por sacerdote | Diáconos permanentes | Varones    | Mujeres    | Parroquias |
| ------------------------------------------------------------------------------- | -------------------- | --------- | -------------- | ---------- | ------------- | ------------- | ------------------------ | -------------------- | ---------- | ---------- | ---------- |
| 1950                                                                            | 55 000               | 55 000    | 100.0          | 57         | 49            | 8             | 964                      |                      | 18         | 26         | 28         |
| 1980                                                                            | 74 200               | 77 500    | 95.7           | 58         | 46            | 12            | 1279                     |                      | 18         | 78         | 30         |
| 1990                                                                            | 72 296               | 72 460    | 99.8           | 51         | 40            | 11            | 1417                     |                      | 13         | 43         | 33         |
| 1999                                                                            | 71 085               | 71 320    | 99.7           | 50         | 40            | 10            | 1421                     | 2                    | 13         | 40         | 34         |
| 2000                                                                            | 71 107               | 71 301    | 99.7           | 48         | 39            | 9             | 1481                     | 2                    | 11         | 39         | 34         |
| 2001                                                                            | 71 222               | 71 430    | 99.7           | 49         | 40            | 9             | 1453                     | 2                    | 11         | 37         | 34         |
| 2002                                                                            | 71 165               | 71 393    | 99.7           | 47         | 38            | 9             | 1514                     | 2                    | 11         | 34         | 34         |
| 2003                                                                            | 69 149               | 69 342    | 99.7           | 51         | 43            | 8             | 1355                     | 2                    | 10         | 28         | 34         |
| 2004                                                                            | 68 943               | 69 129    | 99.7           | 52         | 44            | 8             | 1325                     | 5                    | 10         | 26         | 34         |
| 2010                                                                            | 68 057               | 68 945    | 98.7           | 52         | 45            | 7             | 1308                     | 8                    | 9          | 19         | 34         |
| 2013                                                                            | 67 984               | 68 817    | 98.8           | 48         | 43            | 5             | 1416                     | 8                    | 6          | 12         | 34         |
| 2016                                                                            | 67 503               | 68 370    | 98.7           | 45         | 42            | 3             | 1500                     | 8                    | 4          | 13         | 26         |
| 2019                                                                            | 67 133               | 68 105    | 98.6           | 45         | 43            | 2             | 1492                     | 8                    | 2          | 23         | 34         |
| 2021                                                                            | 67 072               | 68 222    | 98.3           | 47         | 45            | 2             | 1427                     | 8                    | 2          | 18         | 34         |
| Fuente: Catholic-Hierarchy, que a su vez toma los datos del Anuario Pontificio. |                      |           |                |            |               |               |                          |                      |            |            |            |

### Vida consagrada
Los institutos de vida consagrada presentes en el territorio diocesano son la Pía Sociedad de San Francisco de Sales (salesianos) y la Congregación Hijas Eucarísticas de Cristo Rey (hijas de Cristo Rey).

## Episcopologio
- Serafino Carchero, O.F.M.Cap. † (11 de noviembre de 1824-20 de enero de 1834 nombrado obispo de Bisarchio)
  - Sede vacante (1834-1838)
- Giorgio Manurrita † (13 de septiembre de 1838-4 de diciembre de 1844 falleció)
  - Sede vacante (1844-1848)
- Michele Todde, Sch.P. † (14 de abril de 1848-22 de diciembre de 1851 falleció)
  - Sede vacante (1851-1871)
- Paolo Giuseppe Maria Serci Serra † (24 de noviembre de 1871-25 de septiembre de 1882 nombrado arzobispo de Oristán)
- Antonio Maria Contini † (25 de septiembre de 1882-16 de enero de 1893 nombrado obispo de Ampurias y Tempio)
- Salvatore Depau † (12 de junio de 1893-12 de diciembre de 1899 falleció)
- Giuseppe Paderi Concas † (28 de marzo de 1900-30 de octubre de 1906 falleció)
  - Sede vacante (1906-1910)
  - Agostino Laera (8 de enero de 1910-marzo de 1910 renunció) (obispo electo)[9]
- Emanuele Virgilio † (15 de abril de 1910-27 de enero de 1923 falleció)
- Antonio Tommaso Videmari † (2 de marzo de 1923-13 de febrero de 1925 renunció[nota 1])
  - Sede vacante (1925-1927)[nota 2]
- Giuseppe Miglior † (15 de julio de 1927-6 de mayo de 1936 falleció)
- Lorenzo Basoli † (28 de octubre de 1936-4 de julio de 1970 falleció)
  - Sede vacante (1970-1974)
- Salvatore Delogu † (2 de febrero de 1974-8 de enero de 1981 nombrado obispo de Sulmona y Valva)
- Antioco Piseddu (29 de septiembre de 1981-31 de enero de 2014 retirado)
- Antonio Mura (31 de enero de 2014-2 de julio de 2019 nombrado obispo de Nuoro)[nota 3]
- Antonio Mura, desde el 9 de abril de 2020 (por segunda vez)